# Hypolycaena seamani
Hypolycaena seamani är en fjärilsart som beskrevs av Henry Trimen 1874. Hypolycaena seamani ingår i släktet Hypolycaena och familjen juvelvingar. Inga underarter finns listade i Catalogue of Life.